# Palma Sola, Puebla
Palma Sola är en ort i Mexiko.   Den ligger i kommunen Quimixtlán och delstaten Puebla, i den sydöstra delen av landet, 210 km öster om huvudstaden Mexico City. Palma Sola ligger 1 582 meter över havet och antalet invånare är 159.
Terrängen runt Palma Sola är varierad. Runt Palma Sola är det tätbefolkat, med 266 invånare per kvadratkilometer. Närmaste större samhälle är Xico, 17,9 km nordost om Palma Sola. I omgivningarna runt Palma Sola växer i huvudsak blandskog.